# Verfassungsgericht der Republik Kosovo

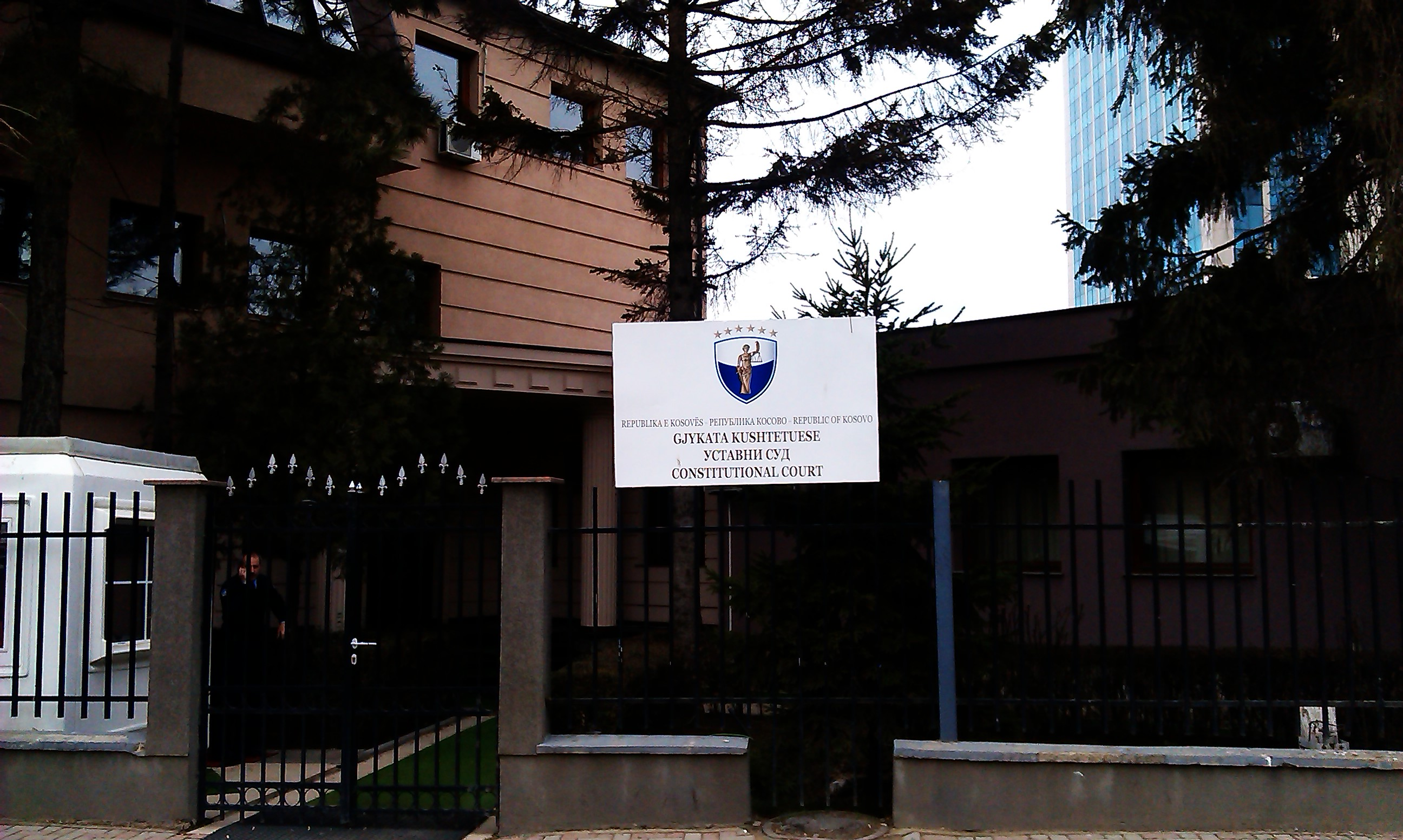
Eingang zum Verfassungsgericht

Das Verfassungsgericht der Republik Kosovo (albanisch Gjykata kushtetuese e Republikës së Kosovës, serbisch Уставни суд Републике Косово Ustavni Sud Republike Kosovo) wurde im Januar 2009 gegründet, rund einem Jahr nach der Unabhängigkeitserklärung der Republik Kosovo vom 17. Februar 2008. Die neun Richter des Verfassungsgerichtes werden auf Vorschlag des Parlaments vom Präsidenten zum Richter ernannt. Die Kompetenzen des Verfassungsgerichtes bestimmen sich nach der Verfassung, nähere Arbeitsweise und Verfahren vor dem Verfassungsgericht regeln formelle Gesetze.
Der Gerichtssitz befindet sich in der Hauptstadt Pristina. Die Amtszeit eines Verfassungsrichters ist auf neun Jahre begrenzt, ohne die Möglichkeit einer Verlängerung. Das Verfassungsgericht besteht aus neun Richtern, die vom Präsidenten auf Vorschlag des Parlaments ernannt werden. Eine der Grundvoraussetzungen für die Ernennung zum Verfassungsrichter ist die zehnjährige Arbeit als Richter.

## Entstehung
Durch die neuen politischen Entwicklungen im Kosovo wurde im Mai 2008 die Arbeitsgruppe für die Errichtung des Verfassungsgerichts gegründet, die vom damaligen Präsidenten Fatmir Sejdiu und dem Ministerpräsidenten Hashim Thaçi genehmigt wurde. Vorsitzender dieser bis Dezember tätigen Gruppe war Arsim Bajrami, Minister für Öffentliche Dienstleistungen. Zudem zählte diese Arbeitsgruppe rund 16 weitere Mitglieder, zu welchen unter anderem auch John Allelo von USAID angehörte.
Auf dem Gebiet der Verfassungsgerichtsbarkeit kann das Kosovo bis in die Anfänge der Verfassungsgerichtsbarkeit des sozialistischen Jugoslawien zurückblicken. 1969 – sechs Jahre nach der Gründung des ersten Verfassungsgerichts in der Sozialistischen Föderativen Republik Jugoslawien – wurde die Verfassungskammer beim Obersten Gerichtshof des Kosovo durch Verfassungsbestimmung der jugoslawischen Verfassung eingerichtet. Im Rahmen der Kompetenzerweiterung für die Autonomen Regionen auf dem Gebiet der Gesetzgebung in der Sozialistischen Föderativen Republik Jugoslawien, wurde 1971 das erste Verfassungsgericht als unabhängiges Organ durch die zehnte Novelle des Verfassungsgesetzes zur Stärkung der Verfassungs- und Gesetzesmäßigkeit in der Autonomen Region Kosovo gegründet. Dies kam der gleichwertigen Stellung wie der übrigen Verfassungsgerichte im damaligen Jugoslawien.
Mit der einseitigen Ausrufung der Unabhängigkeit des Kosovo 1990 durch die albanische Mehrheitsbevölkerung nach der gewaltsamen Aufhebung der Autonomie des Kosovo durch das serbische Milošević-Regime wurde in der sogenannten Kaçanik-Verfassung die Gründung eines unabhängigen Verfassungsgerichts vorgesehen. Durch die gewaltsame Unterwerfung des Kosovo durch das Milošević-Regime, konnte ein solches Vorhaben jedoch nicht in die Tat umgesetzt werden. Nach Beendigung des Kosovo-Krieges und der Verwaltung des Kosovo durch die UNMIK basierend auf der Resolution 1244 des UN-Sicherheitsrates, wurde mit dem Verfassungsrahmen zur vorübergehenden Selbstverwaltung die Gründung eines sogenannten Sonderkollegiums des Obersten Gerichtshofs in Sachen Verfassungsmäßigkeit vorgesehen. In der Tat wurde jedoch auch dieses Sonderkollegium nicht umgesetzt, lediglich die Ziele und Verfahrensbeteiligten wurden durch Gesetz geregelt, nicht jedoch auch die Zusammensetzung und die Funktionsweise dieses Sonderkollegiums.

## Richter
Albanische
- Arta Rama-Hajrizi, Verfassungsgerichtspräsidentin
- Bekim Sejdiu
- Selvete Gërxhaliu Krasniqi
- Gresa Caka Nimani

Türkischer
- Altay Suroy

Serbischer
- Ivan Čukalović, stellvertretender Präsident

Internationale
- Robert Carolan
- Almiro Simões Rodrigues
- Snezhana Botusharova-Doicheva[3]